# Borowiany (Wielowieś)
Borowiany (deutsch Borowian, 1936–1945 Waldhufen) ist ein Ort in der Landgemeinde Wielowieś (Langendorf) im Powiat Gliwicki der Woiwodschaft Schlesien in Polen. Es bildet mit dem angrenzenden Ort Raduń (Kolonie Radun) ein Schulzenamt. Der Dorfschulze ist Helga Kotucha.
Nachbarorte von Borowiany sind Radonia (Radun) und Kieleczka (Kieleschka).

## Geschichte
Borowian wurde 1796 erstmals urkundlich erwähnt und soll seit Anfang des 18. Jahrhunderts bestehen. 1846 wurde ein Forsthaus errichtet.
1865 befanden sich in der Gemeinde Borowian 14 Bauern, sieben Gärtner und vier Freihäusler. Zu Borowian gehörten Kusch-Mühle am Schwinowitzer Wasser und die Kruppa-Mühle an der Malapane, bei der im 20. Jahrhundert die Stadt Kruppamühle entstand.
Bei der Volksabstimmung in Oberschlesien am 20. März 1921 stimmten 166 Wahlberechtigte für einen Verbleib bei Deutschland und 148 für die Zugehörigkeit zu Polen. Borowian verblieb beim Deutschen Reich. 1936 wurde der Ort mit Bezug auf den angrenzenden Forst in Waldhufen umbenannt. Bis 1945 befand sich der Ort im Landkreis Groß Strehlitz.
Als Folge des Zweiten Weltkriegs fiel Borowian/Waldhufen 1945 an Polen. Nachfolgend wurde es der Woiwodschaft Schlesien und 1950 der Woiwodschaft Kattowitz angeschlossen. Seit 1999 gehört Borowiany zum Powiat Gliwicki.